# Hemichromini
Hemichromini – plemię ryb z rodziny pielęgnicowatych (Cichlidae).

## Podział systematyczny
Plemię Hemichromini obejmuje afrykańskie gatunki zgrupowane w trzech rodzajach:
- Anomalochromis Greenwood, 1985 – jedynym przedstawicielem jest barwniak Thomasa (Anomalochromis thomasi)
- Hemichromis Peters, 1857
- Rubricatochromis Lamboj & Koblmüller, 2022